# Kulturpalast der Nationalitäten

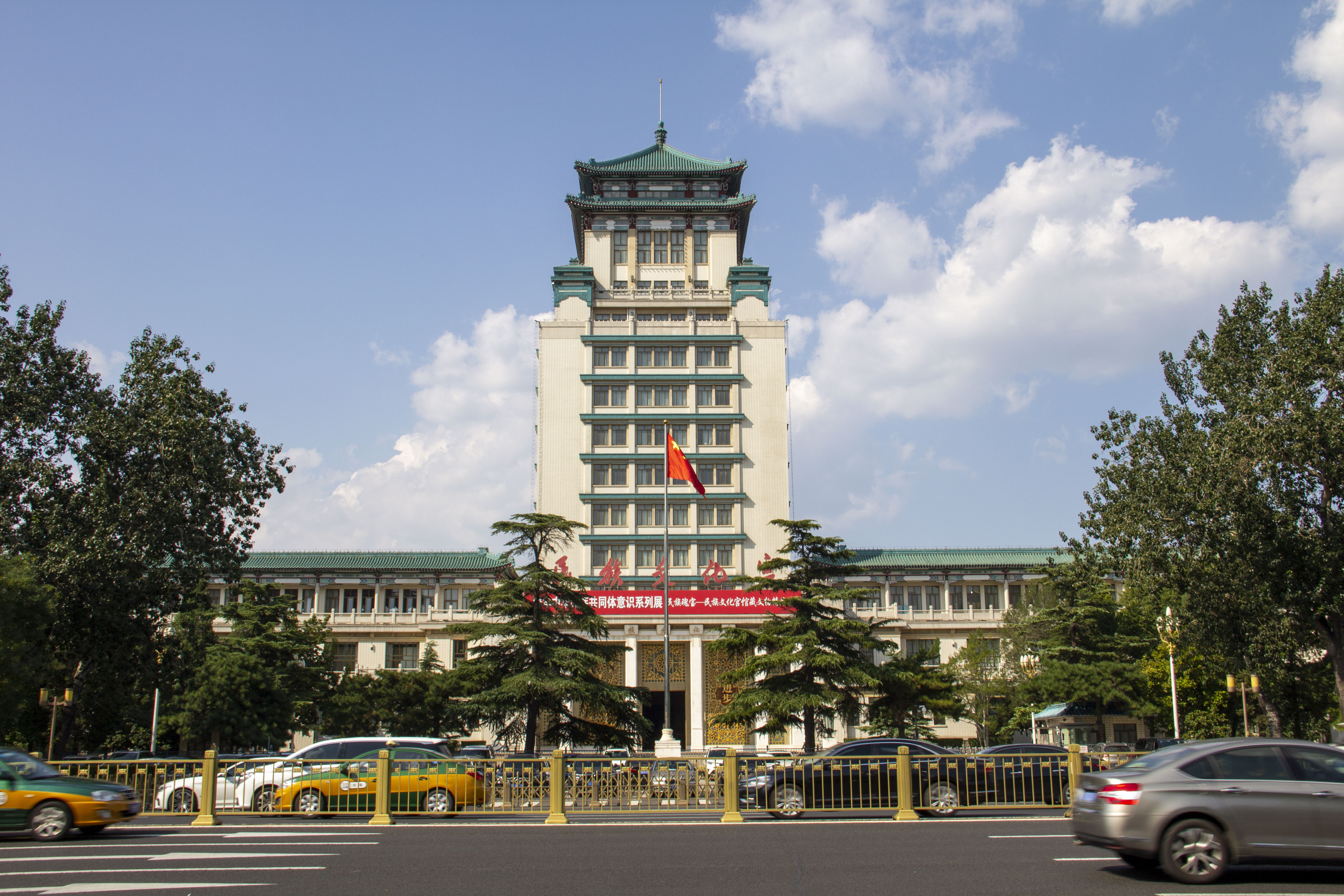
Hauptgebäude 2020

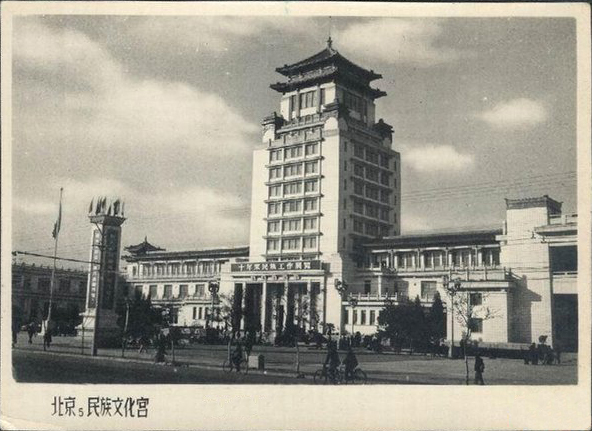
Zur Eröffnung 1959

Der Kulturpalast der Nationalitäten (chin. Mínzú Wénhuàgōng 民族文化宫) in Peking wurde 1959 nach einem Entwurf von Zhang Bo als eines der „Zehn Großen Gebäude“ (“十大建筑”; Pinyin: Shí Dà Jiànzhù) Pekings errichtet.
Das Gebäude wurde im Stil des „sozialistischen Klassizismus“ mit traditionell-chinesischen Motiven zum zehnten Gründungstag der Volksrepublik China nach einem Entwurf des Architekten Zhang Bo (张镈; Zhāng Bó) errichtet. Es dient u. a. als Museum (50.000 Exponate, Dauerausstellung über die materielle Kultur der ethnischen Minderheiten Chinas), Bibliothek (600 000 Bände), Theater und Hotel.
Es hat eine Baufläche von 32.000 Quadratmetern. Das Hauptgebäude hat 13 Stockwerke und ist 67 Meter hoch. Die Fassade des Baukörpers ist weiß und das Gebäude hat ein traditionell chinesisch anmutendes Dach mit blau glasierten Ziegeln.
Den Eingang zieren die chinesischen Wörter “团結” (tuánjié; „Solidarität“) und “进步” (jìnbù; „Fortschritt“).